# Au Bonheur des Dames (pel·lícula de 1930)
Au Bonheur des Dames és una pel·lícula francesa de Julien Duvivier, la seva darrera pel·lícula muda, realitzada el 1930 segons el novel·la Au Bonheur des Dames d’Émile Zola.
Una altra adaptació serà filmada el 1943 per André Cayatte: Au Bonheur des Dames.

## Argument
La jove òrfena Denise ve de les províncies a la gran ciutat de París. El seu oncle l'havia convidat mesos abans després de la mort del seu pare i li va oferir una feina al seu negoci de teixits. Però quan Denise arriba a la metròpoli, els seus somnis es trenquen. Recentment, davant de la botiga del seu oncle, es va obrir un gran magatzem anomenat "Au Bonheur des Dames". Això ofereix una selecció més gran i preus més baixos: el minorista no pot mantenir-se al dia. La botiga de teixits de l'oncle de la Denise està a punt de la fallida després del crac del 29.
Però Denise aconsegueix una feina com a model al "Au Bonheur des Dames" i ràpidament s'enamora del propietari de l'imperi. La situació arriba al cap quan la cosina de Denise mor i el seu oncle, cec de ràbia, s'endinsa al "Au Bonheur des Dames" amb una pistola.

## Repartiment
- Dita Parlo : Denise
- Pierre de Guingand : Octave Mouret
- Germaine Rouer :  Mme Desforges
- Mireille Barsac : Madame Aurélie
- Nadia Sibirskaïa : Geneviève Baudu
- Fabien Haziza : Colomban
- Fernand Mailly : Sébastien Jouve – el cap de personal
- René Donnio : Deloche
- Albert Bras : Bourdoncle
- Adolphe Candé : El baró Hartmann
- Armand Bour : Baudu
- Ginette Maddie : Clara
- Andrée Brabant : Pauline
- Simone Bourday :

## Rodatge
La pel·lícula es va rodar principalment a les Galeries Lafayette Haussmann, aleshores en construcció. Tanmateix, la façana presa des d'un angle baix a 1.19:10 és la de la Samaritaine (edifici 2), a la cantonada del quai du Louvre i la rue de l'Arbre-Sec.

## Restauració
L'any 1988, la Cinémathèque Française va fer els seus primers intents de restaurar la pel·lícula, gairebé oblidada, que va presentar un any més tard a Canes amb acompanyament de piano. A partir d'aquest material, Lobster Films va emprendre una altra restauració el 2008. Com que es va perdre la música d'il·lustració original de 1930, el compositor canadenc Gabriel Thibaudeau va escriure nova música amb influència de jazz que també inclou passatges vocals.
Arte/absolut.medien GmbH va estrenar la pel·lícula en DVD l'octubre de 2009 amb la nova música d'acompanyament de Gabriel Thibaudeau, interpretada per l'Ensemble Octuor de France.